# État unifié d’Haïti
20 octobre 1820 – 26 août 1849
(28 ans, 10 mois et 6 jours)
Entités précédentes :
- Royaume d'Haïti
- République sudiste d'Haïti
- République d’Haïti espagnole (1822)

Entités suivantes :
- Second Empire d'Haïti
- République dominicaine (1844)

L’État unifié d'Haïti est un ancien État gouvernant l'intégralité de l'île de Hispaniola, dans les Caraïbes. Il est créé à la suite de la fusion entre l’État d'Haïti, et la partie orientale de l'île, la jeune République d’Haïti espagnole, en 1822.
Durant plus de vingt ans, l’île n'a eu qu'un seul dirigeant, en la personne de Jean-Pierre Boyer, qui possédait le titre de président à vie ainsi que le prédicat d’altesse sérénissime, et qui resta au pouvoir du 18 octobre 1820 au 13 mars 1843.
Peu après la chute de Boyer, la République dominicaine déclare son indépendance. En 1849, Faustin Soulouque, chef suprême d’Haïti, met fin au système de la monarchie élective et rétabli un régime impérial héréditaire, tout en organisant son propre couronnement sous le nom de Faustin Ier, ouvrant ainsi la période du Second Empire.

## La difficile construction de l’unité nationale
Après l’assassinat de l'empereur Dessalines, le pays se scinda en deux sous l’autorité de ses anciens généraux : le général Henri Christophe, élu président aux pouvoirs limités, tenta de s’imposer, mais se heurta au général Alexandre Pétion qui défendit la capitale Port-au-Prince. Christophe regagna Cap-Haïtien, au nord, où, inspirer par l’ancienne constitution de Dessalines, il instaure une sorte de monarchie présidentielle élective et se fait proclamer président à vie. Au sud, le sénat élit Pétion président de la République pour un mandat de 4 ans.
Christophe imposa alors son autorité par les armes dans la région du nord-ouest en 1810. Le 26 mars 1811, voulant maintenir sa famille au pouvoir, il établit un régime de monarchie héréditaire en se proclamant roi sous le nom d’Henri Ier. Il crée une noblesse et édifie plusieurs palais, comme celui de Sans-Souci, ainsi que la citadelle Laferrière non loin de sa capitale, Cap-Haïtien.
Pétion, quant à lui, procéda à des distributions de lopins de terres au plus grand nombre, ce qui assura sa popularité. Cette politique engendra une économie autarcique de subsistance. Pétion soutint, en vain, la rébellion du nord-ouest contre Christophe. Le général André Rigaud, rentré d’exil, créa un état dans la péninsule du sud le 3 novembre 1810, que Pétion, après l’avoir un temps reconnu, réussit à renverser en suscitant une révolte locale le 7 mars 1812. En décembre 1815, Pétion donna asile à Simón Bolívar, en fuite. Il lui fournit des armes contre sa promesse d’abolir l’esclavage sur le continent (Bolivar abolira l’esclavage en Amérique latine le 6 juillet 1816). Pétion fit changer la constitution le 2 juin 1816 afin d’élargir ses pouvoirs et de devenir président à vie. Après la mort de Pétion, le 29 mars 1818, son successeur désigné, le général Jean Pierre Boyer, conserve le régime dictatorial et se fait reconnaître comme président à vie.
Dans le Nord, frappé d’une crise d’apoplexie le 15 août 1820, Christophe est partiellement paralysé. En quelques mois, une nouvelle rébellion se déclara. Le 7 octobre 1820, abandonné par sa garde, Christophe se suicide « d’une balle en argent » rapporte la légende.
Devant l’insurrection contre la famille de Christophe en octobre 1820, Boyer partit pour le Cap à la tête de son armée. Le 20 octobre, il rattache le Nord au Sud, établissant ainsi un nouvel État haïtien unifié. Contrairement à Christophe, et n’ayant pas d’enfant, Boyer refusa d’établir un régime politique héréditaire et conserva le pouvoir absolu en tant que dictateur à vie, avec droit de choisir son successeur.

## Règne de Boyer

### L'unification
Dans la partie orientale, l'ancien gouverneur et propriétaire José Núñez de Cáceres déclare l'indépendance de la colonie comme l'État de l’Haïti espagnol le 1er décembre 1821, en demandant son admission dans la République de Grande Colombie. Neuf semaines plus tard, les forces haïtiennes dirigées par Boyer occupent le pays. 

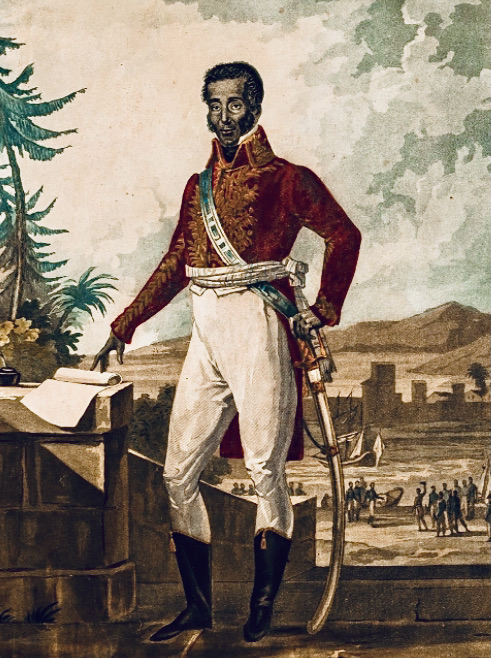
Portrait de Jean-Pierre Boyer.

Après avoir promis son plein soutien à plusieurs gouverneurs frontaliers dominicains et obtenu leur allégeance, Boyer entre dans le pays avec 12 000 soldats en février 1822, contre une armée nettement plus petite et non entraînée servant quelque 70 000 âmes dominicaines (Haïti avait une population d'environ 600 000 personnes). Le 9 février 1822, Boyer entre officiellement dans la capitale, Saint-Domingue, après son indépendance éphémère. L'île est ainsi unifiée du « cap Tiburon au cap Samana en possession d'un seul gouvernement ». Lors de l'unification des nations françaises (Haïti) et espagnoles sous le drapeau haïtien, Boyer divise l'île en six départements, subdivisés en arrondissements (districts administratifs) et communes. Les départements établis à l'ouest sont le Nord, l'Ouest, le Sud et l'Artibonite, tandis que l'est est divisé en Ozama et Cibao.
Les tentatives de redistribution des terres menées vont à l'encontre du régime foncier communal (terrenos comuneros) qui a vu le jour avec l'économie de l'élevage, et certaines personnes dénoncent être obligées de cultiver des cultures de rente en vertu du Code rural de Boyer et Joseph Balthazar Inginac institué en 1838. Dans les zones rurales et montagneuses accidentées, l'administration haïtienne est généralement inefficace pour faire appliquer les lois. C'est dans la ville de Saint-Domingue que les effets de l'occupation se font le plus sentir, et c'est là que naît le mouvement indépendantiste. Les citoyens dominicains ont également plus de droits que les Haïtiens, qui sont sous le Code rural de Jean-Pierre Boyer, et fonctionnent souvent comme leurs propres surveillants.
Bien que l'occupation instaure sur l'ensemble de l'île une constitution inspirée de celle des États-Unis et conduit à l'abolition de l'esclavage en tant qu'institution dans ce qui devient la République dominicaine,, des formes d'esclavage persistent dans la société haïtienne.
Après l'annexion de toute l'île par Haïti, les efforts des États-Unis dirigés par l'American Colonization Society pour envoyer des Africains officiellement esclaves des États-Unis en Haïti sont soutenus par le gouvernement haïtien dans des tentatives de « noircir » la côte est dominicaine et faire d'Haïti un refuge sûr pour les Noirs. Divers voyages sont effectués des États-Unis à Haïti, et en 1824, le plus grand voyage du côté dominicain composé de 6 000 esclaves africains se rend à Samana, formant le groupe des Américains de Samaná. Les réfugiés noirs qui sont soumis à l'esclavage dans d'autres territoires étrangers (dont Porto Rico et la Martinique) s'enfuient à Saint-Domingue et obtiennent la liberté en vertu de la loi haïtienne. Ils témoignent aux responsables dominicains locaux (qui travaillent maintenant pour le gouvernement haïtien) qu'ils avaient cherché à se rendre à Saint-Domingue, parce qu'ils le considéraient comme un « pays libre » après l'annexion par Haïti.
Plusieurs résolutions et dispositions écrites visent expressément à transformer les Dominicains moyens en citoyens de seconde classe, comme Boyer l'avait fait avec la paysannerie haïtienne en vertu du Code rural susmentionné.
L'occupation militaire dure 22 ans, jusqu'à la chute de Boyer, elle est généralement vue comme une période de brutalité, bien que la réalité soit plus complexe. Des expropriations de grands propriétaires fonciers se font à grande échelle et des réformes avortées pour exporter les produits agricoles, pour rendre obligatoire le service militaire, restreindre l'utilisation de l'espagnol et éliminer les coutumes traditionnelles telles que les combats de coqs.
Mais cela renforce finalement le sentiment national des Dominicains qui se démarquent des Haïtiens par leur langue, leur culture, leur religion et leurs coutumes. 

### Lutte pour la reconnaissance de l'État

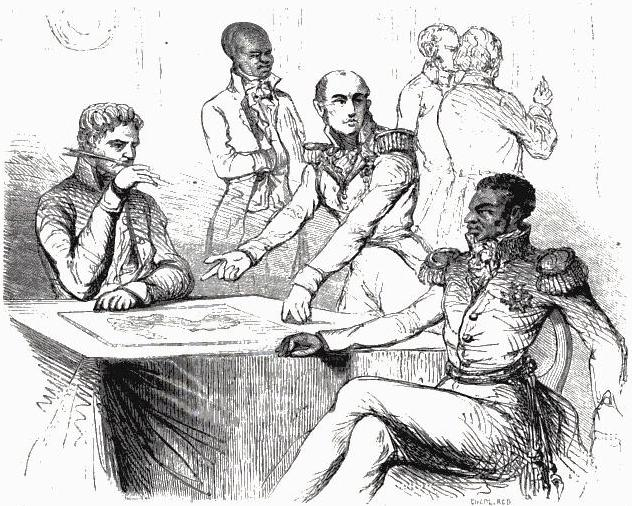
Le baron de Mackau et Jean-Pierre Boyer lors de la négociation du traité franco-haïtien de 1825.

Boyer proposa une indemnité de dédommagement aux anciens colons contre la reconnaissance de l’indépendance. Les négociations piétinèrent. Le nouveau roi Charles X employa alors la force : il signa le 17 avril 1825 un décret « concédant » l’indépendance contre le paiement d’une indemnité de 150 millions de francs-or payable en cinq ans et expédia une flotte de 14 navires de guerre. Cette somme représentait 10 années de recettes fiscales du pays. Boyer accepta. Dès 1826, Haïti fut reconnu par presque toutes les nations (à l’exception des États-Unis). Boyer dut créer un impôt spécial, source d’impopularité, et négocia un emprunt de 30 millions à une banque française avec un taux d’intérêt de 6 %, tout en demandant une réduction de la dette. Charles X exigea également dans ce décret une réduction de 50 % des droits de douane pour les produits d'exportation vers la France. La dette fut ramenée à 90 millions payables en trente ans, en février 1838.
Important législateur, Boyer fit ratifier un code rural le 1er mai 1826 qui instaurait un caporalisme agraire et la corvée pour l’entretien des chemins.

### Répressions dans la partie orientale
La constitution d'Haïti interdit l'accès à la propriété de terres aux Blancs et les familles de propriétaires terriens sont expropriées par la force. La majorité d'entre eux partent pour les colonies espagnoles de Cuba et Porto Rico ou pour la Grande Colombie indépendante, généralement avec le soutien des fonctionnaires haïtiens qui sont devenus propriétaires de leurs terres. Les Haïtiens qui associaient l'Église catholique aux Français qui les avaient exploités avant l'indépendance, confisquent tous les biens de l'Église, tous les religieux étrangers sont déportés et les liens sont rompus avec le clergé.
L'Université de Saint-Domingue ferme par manque d'étudiants, de professeurs et de moyens.
Pour être reconnu diplomatiquement par la France, Haïti est contraint de payer une indemnisation de 150 millions de francs aux anciens colons français qui sera réduite par la suite à 90 millions de francs. En raison de cela, le pays nouvellement indépendant est obligé d'imposer des impôts dans la partie orientale de l'île. Puisque Haïti ne peut pas fournir des provisions adéquates à son armée, les forces d'occupation survivent en grande partie en confisquant de la nourriture sous la menace d'un pistolet.
Les tentatives de redistribution de la terre entrent en conflit avec le système de gestion des terres communales qui avait surgi avec l'économie agricole. Les nouveaux esclaves émancipés se voient obligés de produire, sous le Code rural de Boyer, à des fins commerciales. Dans les zones rurales, l'administration haïtienne était en général trop inefficace pour faire appliquer ses propres lois. À Saint-Domingue, les effets de l'occupation se font sentir le plus et marquent le départ du mouvement pour l'indépendance.

### Progression de la production caféière
À partir de la fin des années 1810, la culture du café prend son essor en Haïti. La fin des guerres napoléoniennes et celle de la guerre de 1812 permettent le rétablissement de la navigation commerciale. Le maintien des prix du café sur le marché mondial entre 1815 et 1821 facilite cette expansion. Les anciens esclaves ont souvent abandonné la canne à sucre pour se centrer sur la culture du café, d'abord exporté principalement aux États-Unis et au Royaume-Uni, dans le cadre de la Convention commerciale tripartite de 1799. Ils subissent cependant la concurrence de leurs anciens maîtres français, émigrés à Cuba après 1798 et 1803, les Réfugiés français de Saint-Domingue à Cuba, qui avaient réussi dans les années 1780, la révolution du café de Saint-Domingue, et lancent une révolution du café à Cuba dans les années 1810 et les années 1820, en recourant massivement à la Traite négrière. Pour contrecarrer cette évolution, l'Angleterre encourage alors l'importation de café haïtien. Au même moment, la nouvelle république noire entretient des rapports moins favorables avec les États-Unis, à la suite de l'élection 1817 d'un président proche des réfugiés français de Saint-Domingue en Amérique, James Monroe, l'ami de Thomas Jefferson, qui avait négocié l’achat de la Louisiane.
Un premier traité anglo-espagnol pour l'abolition de la traite négrière à Cuba est signé dès 1817. Prévoyant un délai de trois ans pour son application et un dédommagement anglais de 4 000 000 livres sterling à Cuba, il n'est cependant pas respecté. En 1822, l’Angleterre importe 35,1 millions de livres de café d'Haïti, deux fois plus qu'en provenance de Cuba. Avec 0,65 million de livres exportés seulement, le sucre disparaît quasiment d'Haïti. La France ne représente plus alors qu’un quart des exportations haïtiennes et les États-Unis un tiers.
Dans l'espoir que le nouvel État noir puisse verser aux ex-planteurs l'indemnisation des colons de Saint-Domingue, la France fait à son tour un effort pour encourager la production haïtienne du café. Au moins 82 navires français assurent son importation dès 1821 contre 39 en 1817. En 1824, la moitié des 10 millions de tonnes de café importées par la France viennent d'Haïti, une progression de 45 % par rapport aux 3,86 millions de tonnes 1821. Jean-Pierre Boyer facilita même la migration de 6000 Noirs américains libres, qui s'établirent sur des plantations caféières.
Au même moment, l'expansion caféière du Brésil et de Cuba, nourrie par la Traite négrière, déclenche une surproduction mondiale et la baisse des prix de vente du café sur le marché mondial. Le cours de la livre de café haïtien à Philadelphie perdra 75 % de sa valeur au cours du règne de Boyer, passant de 26 cents en 1822 à 6 cents en 1843. Le rêve de l'expansion caféière bute sur cette contrainte.

### Politique d'intégration

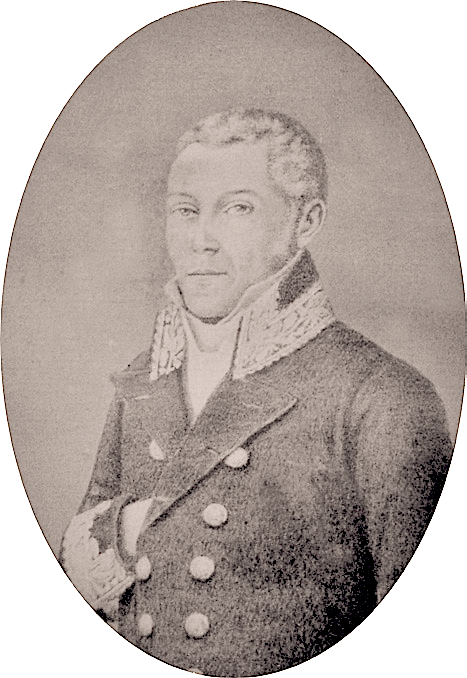
Jonathas Granville, ministre de Boyer, partisan de la politique d'intégration.

Boyer et ses ministres, Jérôme-Maximilien Borgella et Jonathas Granville, ont été profondément impliqués dans la migration massive de Noirs américains en Haïti en 1824. Cependant, cet événement ne s'est pas produit dans le vide. Les migrants n'ont pas non plus réagi par réflexe aux promesses du gouvernement haïtien. La migration est souvent qualifiée d’échec à cause des 6 000 migrants (ou plus), d’un couple ou de plusieurs milliers retournés aux États-Unis. Cependant, ceux qui sont restés avaient souvent une évaluation différente de la migration. Le terme «échec» devrait donc être appliqué aux perspectives du gouvernement haïtien avec les migrants et à l’idée de nombreux philanthropes blancs aux États-Unis de reloger l’ensemble de la population noire hors du pays. Aucun de ces deux objectifs n'a été atteint. Pourtant, pour les descendants parmi les migrants qui vivent actuellement en Haïti et ceux qui se sont également assimilés à la culture locale, la migration leur a donné la possibilité de trouver une nouvelle vie sur l'île et souvent, de trouver du travail dans l'industrie et la connaissance de la langue anglaise qui leur a donné un avantage en Haïti.
L’American Colonization Society (ACS) a pris note de l’effort de recrutement. Craignant que les Noirs libres ne puissent jamais s'assimiler aux États-Unis, leurs membres ont fondé leur société en 1816 pour "rapatrier" les Noirs américains en Afrique, quel que soit leur lieu de naissance. C'était une collaboration difficile entre les abolitionnistes et les propriétaires d'esclaves, qui ont abordé la question de points de vue divergents. L'ACS a planifié la colonisation dans ce qui est devenu le Liberia pour d'anciens esclaves.
À partir de septembre 1824, près de 6 000 Américains, principalement des personnes de couleur libres, émigrent en Haïti en l'espace d'un an et quittent New York, Baltimore et Philadelphie. En raison de la pauvreté de l'île et de l'incapacité de l'administration de Boyer d'aider à soutenir les nouveaux immigrants en transition, la plupart d'entre eux sont rentrés aux États-Unis dans un court laps de temps.

### Contestations du régime et résistance

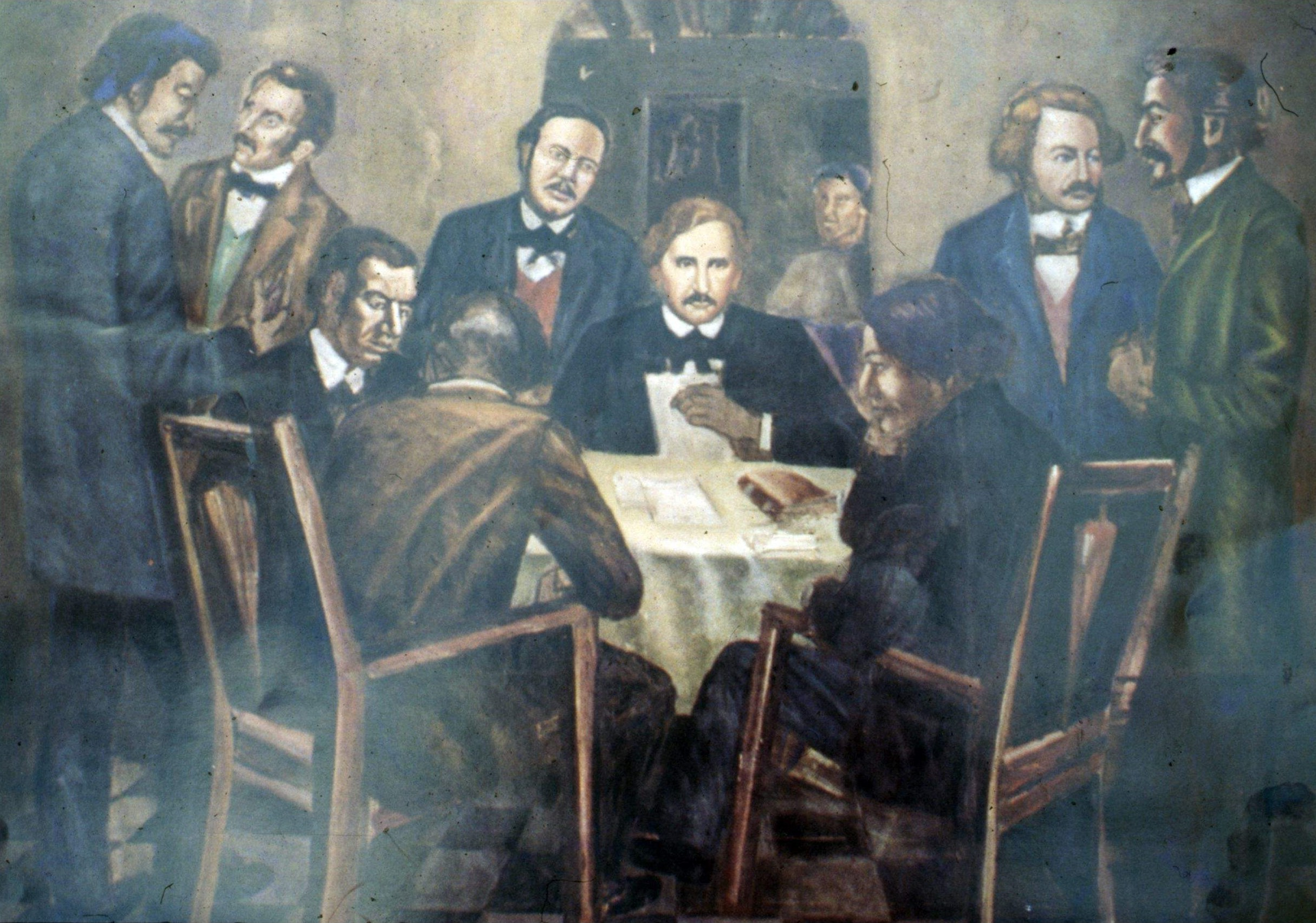
Représentation d'une réunion de La Trinitaria avec Juan Pablo Duarte au milieu.

Bien que l'occupation a instauré une constitution à travers l'ensemble de l'île, qui conduisit à l'abolition de l'esclavage,, les formes d'esclavage persistaient dans la société haïtienne. Plusieurs résolutions et dispositions écrites visaient expressément à convertir les Dominicains moyens en citoyens de deuxième classe, comme Boyer l'avait fait avec la paysannerie haïtienne en vertu du Code rural : les restrictions de mouvement, l'interdiction de se porter candidat à une charge publique, les couvre-feux nocturnes, l'impossibilité de voyager en groupe, l'interdiction d'organisations civiles et la fermeture indéfinie de l'université publique (sous prétexte qu'elle est une organisation subversive) ont tous conduit à la création de mouvements prônant une séparation forcée d’Haïti sans compromis.
En 1838, un groupe de nationalistes éduqués, dont Juan Pablo Duarte, Ramón Matías Mella et Francisco del Rosario Sánchez, fonda une société secrète appelée La Trinitaria pour obtenir son indépendance d'Haïti. Les Trinitaires ont gagné la fidélité de deux régiments haïtiens composés de Dominicains de la ville de Saint-Domingue. Ils se sont soulevés le 27 janvier 1843. Connus comme "la réforme" (La Reforma), les Dominicains rebelles s'emparèrent de la capitale, Saint-Domingue, le 24 mars.

### Chute de Boyer
Mais les mesures autoritaires de Boyer suscitent une hostilité populaire. Cela provoque la révolution de 1843, partie du village de Praslin, non loin de la ville des Cayes, et ayant à sa tête le général Charles Rivière Hérard. Boyer envoya son plus fidèle partisan, le général Borgella, également successeur désigné de ce dernier, réprimer la révolte. Mais la révolution finit par avoir raison de lui : voyant l'insurrection près de triompher, il « abdique » en 1843 et se retire en Jamaïque.
Dans sa lettre de renonciation, il écrivit :
« En me soumettant à un exil volontaire, j'espère détruire tout prétexte d'une guerre civile causée par mon moyen. » Cité par Dantès Bellegarde. La Nation haïtienne.
Après le triomphe de la révolution, Boyer alla en exil en Jamaïque avec son épouse, Marie-Madeleine Lachenais.

## Les successeurs de Boyer

### Règne de Hérard

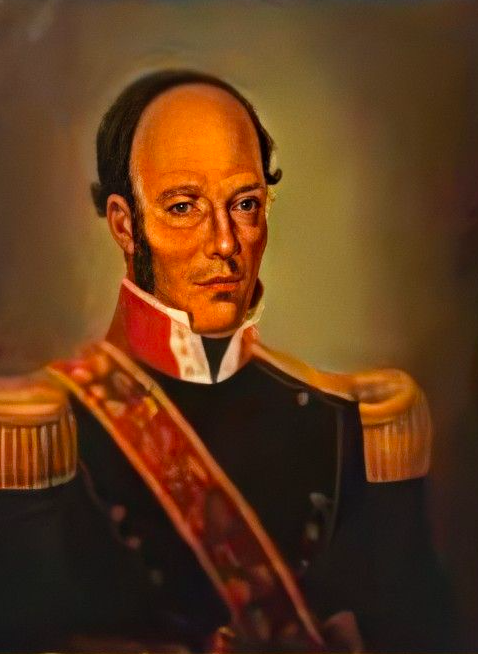
Charles Rivière Hérard.

En 1842, le général Charles Rivière Hérard conduit un mouvement insurrectionnel à partir du Manifeste de Praslin du 1er septembre 1842. Cette révolte partie du village de Praslin près de la ville des Cayes, se répand dans le pays et devient une véritable révolution. Elle finit par renverser définitivement Boyer en mars 1843. Celui-ci part pour l'exil en France où il meurt plusieurs années plus-tard. Hérard devient président du gouvernement provisoire composé du républicain Jean-Chrisostôme Imbert, et de hauts dignitaires et représentants de la noblesse comme le duc de l'Avancé, Nolasque Segrettier ou encore le général Voltaire, le 4 avril 1843.
Malgré l’espoir des partisans d’un régime démocratique et républicain, Hérard conserve le régime boyériste et se fait proclamer, à son tour, président à vie, le 30 décembre 1843 par l'Assemblée et prête serment le 4 janvier 1844 à 10 heures du matin. 
Les Trinitaires, groupe indépendantiste dominicain, ont gagné la fidélité de deux régiments haïtiens composés de dominicains de la ville de Saint-Domingue. Ils se sont levés le 27 janvier 1843, apparemment pour soutenir Charles Hérard, qui mené alors la révolution. Connu comme "la réforme" (La Reforma), les dominicains rebelles s'emparèrent de la capitale, Saint-Domingue, le 24 mars, au nom de Hérard. Le mouvement a rapidement abandonné son prétexte de soutien à Hérard pour réclamer l'indépendance. Pendant ce temps, Hérard renverse Boyer et marche contre Saint-Domingue afin de rétablir l'ordre dans la partie Est. Hérard est entré dans la capitale le 12 juillet et a exécuté les dominicains opposé à son administration et en a jeté beaucoup d'autres en prison. Le leader indépendantiste, Duarte s'est alors exilé.
Au même moment, Buenaventura Báez, un exportateur d'acajou et député à l'Assemblée nationale d'Haïti, négocie avec le consulat général de France l'établissement d'un protectorat français. Au cours d'une insurrection pour devancer Báez, les membres de La Trinitaria déclarent le 27 février 1844, l'indépendance de la République dominicaine avec le soutien des Pères de la Patrie, Ramón Matías Mella et Francisco del Rosario Sánchez, héros de la guerre d'indépendance, ainsi que Juan Pablo Duarte alors encore en exil. Mais les militaires conduits par le général Pedro Santana, prennent le pouvoir après la prise de Saint-Domingue.

### Règne de Philippe Guerrier

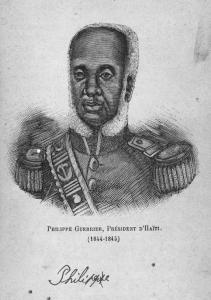
Philippe Guerrier.

En mai 1844, le duc de l'Avancé, Philippe Guerrier, ancien noble haïtien fidèle d'Henri Christophe, finit par participer au coup d'État qui renverse le dictateur Rivière Hérard et arrive à la tête du nouveau gouvernement puis se fait désigner comme son successeur. Il accède au pouvoir suprême à l'âge de 86 ans, devenant ainsi le plus vieux chef d'État au monde au moment de son avènement.
Lors de son entrée en fonction, il réussit à pacifier Haïti. Son gouvernement établit le service postal même si les premiers timbres ne sont imprimés que sous Lysius Salomon. Durant son règne, Guerrier fit également priorité à l'éducation par la création de deux lycées portant son nom, l'un à Cayes (1845) et le second à Cap-Haïtien (1848) ainsi qu'en exprimant la volonté d'établir au moins une école primaire dans chaque commune, financée par les fonds publics.
La constitution de 1843 mise en veilleuse par son prédécesseur, ne fut point rétablie. Guerrier gouverna donc sans parlement, assisté d'un conseil d'État. 

### Règne de Jean-Louis Pierrot
Le 16 avril 1845, après la mort du président-duc, le Conseil d'État appela le prince Jean-Louis Pierrot, également ancien noble haïtien fidèle du roi Henri Christophe, pour diriger Haïti. Se méfiant des courtisans et des complots au sein de son palais de Port-au-Prince, il fit transférer son gouvernement dans la seconde ville du pays, Cap-Haïtien, et Port-au-Prince perdit son statut de capitale. Il proclama son intention de conserver la partie orientale de l'île de Saint-Domingue qui se soulevait contre l'occupant haïtien afin de proclamer l'indépendance de la République dominicaine. La population de Port-au-Prince et l'élite intellectuelle et militaire n'accepta pas le sort réservé à leur ville. Les garnisons de Port-au-Prince le destituèrent le 24 mars 1846. Il se retira alors de l'armée et s'installa dans le nord du pays.

### Règne de Jean-Baptiste Riché
Après le départ du prince Pierrot, le Conseil d'État désigna le comte de la Grande-Rivière, Jean-Baptiste Riché, ancien noble haïtien, comme nouveau président à vie. Voulant rétablir une monarchie héréditaire, Riché tente de modifier le rôle politique de sa fonction et d'instaurer un nouveau paysage politique dans le pays. Mais il meurt le 28 février 1847, sans doute empoisonné par des membres de l’élite boyériste, opposée à un régime héréditaire. 

### Règne de Faustin Soulouque

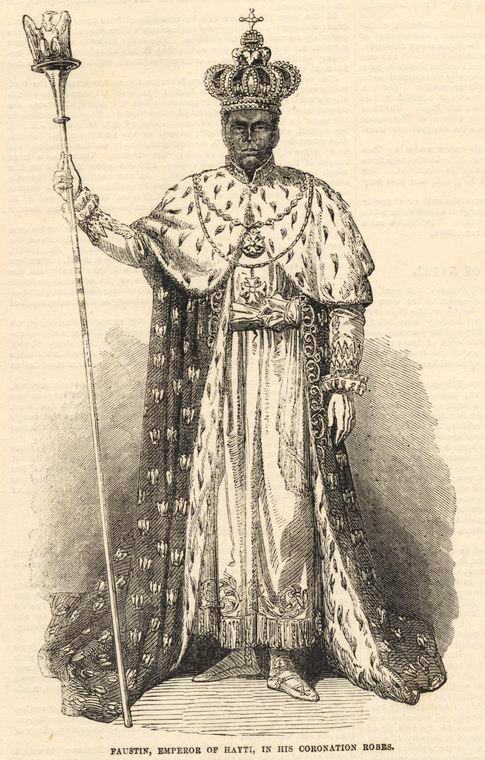
L'empereur Faustin.

Le 1er mars 1847, l’attention de la bourgeoisie boyériste se concentra vite sur le commandant de la garde présidentielle, Faustin Soulouque, fils naturel de Dessalines, dans lequel la plupart voyaient quelqu’un d’un peu effacé et un ignorant. Âgé de 65 ans, il paraissait un homme malléable et fut donc incité à accepter le rôle qu’on lui offrait. Il prêta le serment d’entrée dans les fonctions suprêmes le 2 mars 1847. 
Au début, Soulouque parut remplir convenablement son rôle de marionnette. Il conserva à leurs postes les ministres de ses prédécesseurs et continua le programme de Riché. Il fallut peu de temps cependant pour qu’il se débarrassât de ses partisans et se fît le maître absolu de l'État haïtien avec l’envie, tout comme Riché, d’établir une monarchie héréditaire à la place du système électif. Selon le livre de Mark Kurlansky A Continent Of Islands: Searching For The Caribbean Destiny « il organisa une milice privée, les Zinglins, et fit arrêter et massacrer, tous ceux qui s'opposaient à lui, en particulier les mulâtres, consolidant par là son pouvoir sur le gouvernement ».
Soulouque invita également les Louisianais noirs à émigrer à Haïti. Un afro-créole originaire de la Nouvelle-Orléans et qui avait été élevé à Haïti, Emile Desdunes, travailla comme agent de Soulouque et, en 1859, organisa le transport gratuit à Haïti d’au moins 350 personnes désespérées. Un grand nombre de ces réfugiés devaient rentrer plus tard en Louisiane.

## Changement de régime
Le 25 août 1849, Soulouque enjoignit au parlement de le proclamer empereur héréditaire. Il se fit sacrer le 18 avril 1852 avec un faste ruineux pour le pays. Soulouque devient l'empereur Faustin Ier. Il organise une répression violente contre les mulâtres et rétablit l'absolutisme sur l'île. C'est un tyran qui dépense sans compter et qui déclare la guerre à plusieurs reprises à la République dominicaine voisine. Bien vite il purgea l'armée de l'élite mulâtre qui la dirigeait, installa des loyalistes à la peau noire dans les postes administratifs, et créa une police secrète et une armée personnelle. En 1849, il institua une nouvelle noblesse, composée de certains de ses proches et d'anciens nobles du Premier Empire et du Royaume du Nord. C'est le Second Empire.
Toutefois, ses tentatives infructueuses pour reconquérir la République dominicaine voisine minèrent son pouvoir et une conspiration menée par le général Fabre Nicolas Geffrard le contraignit à l’abdication en 1859. Après sa chute, la dictature présidentielle, sur la base d’un système de monarchie élective, se remit en place avec Geffrard comme président à vie.

## Sources
1. ↑  Cheesman, 2007.
2. ↑  Edgar La Selve, Le pays des Nègres : voyage à Haïti, ancienne partie française de Saint-Domingue, Paris, Hachette, 1881, pp. 29-31 — sur Gallica.
3. ↑  (en) Juan Camilo Vera, « Boyer Invades Eastern Hispaniola »(Archive.org • Wikiwix • Archive.is • Google • Que faire ?) , sur web.archive.org (consulté le 10 décembre 2023).
4. ↑  (es) Emilia Pereyra, « “Huyó todo el que pudo” tras invasión haitiana de 1822 » , sur diariolibre.com, 2 février 2018 (consulté le 10 décembre 2023).
5. ↑  (es) Genaro Rodríguez Morel et Roberto Cassá, Historia General del Pueblo Dominicano - Tomo I, Academia Dominicana de la Historia - Editora Búho, 2013, 762 p. (lire en ligne)
6. ↑  (en) Kwame Anthony Appiah et Henry Louis Gates, Africana, Civitas Books, 1999, 2095 p. (ISBN 9780465000715, lire en ligne)
7. 1 2  (en) Steeve Coupeau, The History of Haiti, Greenwood, 2007, 200 p. (ISBN 9780313340895, lire en ligne)
8. ↑  (en) Richard Hendrik Hoetink, The Dominican People, 1850-1900. Notes for a Historical Sociology, Baltimore, Johns Hopkins University Press (lire en ligne)
9. ↑  (en) Michael R. Hall, Historical Dictionary of Haiti, Scarecrow Press, 2012, 330 p. (ISBN 9780810878105, lire en ligne)
10. ↑  (en) Michel-Rolph Trouillot, Haiti: State Against Nation, Monthly Review Press, 2003 (ISBN 9780853457558, lire en ligne)
11. ↑  (en) Patrick E. Bryan, The Haitian Revolution and Its Effects, Heinemann International Litera, 1984 (ISBN 0435983016, lire en ligne)
12. ↑  (en) John M. Weeks et Virginia Ramirez Zabala, « The Samana Americans: Some Forgotten Philadelphians » , sur penn.museum, 2005 (consulté le 11 décembre 2023).
13. ↑  (en) Andrew Walker, « All spirits are roused: the 1822 antislavery revolution in Haitian Santo Domingo » , sur tandfonline.com, 12 février 2019 (consulté le 11 décembre 2023).
14. ↑  (en) Mats Lundahl, Peasants and Poverty (Routledge Revivals): A Study of Haiti, Routledge, 2015, 702 p. (ISBN 9781317593911, lire en ligne)
15. ↑  Moya Pons, Frank Between Slavery and Free Labor: The Spanish-speaking Caribbean in the 19th Century. Baltimore; Johns Hopkins University Press 1985
16. ↑  Terrenos comuneros arose because of "scarce population, low value of the land, the absence of officials qualified to survey the lands, and the difficulty of dividing up the ranch in such a way that each would receive a share of the grasslands, forests, streams, palm groves, and small agricultural plots that, only when combined, made possible the exploitation of the ranch." (Hoetink, The Dominican People: Notes for a Historical Sociology transl. Stephen Ault Pg. 83 (Johns Hopkins Press: Baltimore, 1982)
17. ↑  "The Atlantic Slave Trade", par Herbert S. Klein, page 43    p. 43
18. ↑  "L'art de vérifier les dates"  p. 41
19. ↑  Main d'œuvre haïtienne, capital dominicain : essai d'anthropologie historique, par Rénald Clérismé, page 164  p. 164
20. ↑  "Haïti et la France 1804-1848. Le rêve brisé" Page 190, 2008 p. 191
21. ↑  Hidalgo, Dennis, From North America to Hispaniola, Mt. Pleasant, Michigan, Central Michigan University, 2003 (2001), 2–50 p. (lire en ligne)
22. ↑  US Gazette, Philadelphia, 1824 « https://web.archive.org/web/20130910113052/http://www2.webster.edu/~corbetre/haiti-archive/msg00868.html »(Archive.org • Wikiwix • Archive.is • Google • Que faire ?), 10 septembre 2013, from Girard Alphonse Firire, Ph.D., "HAITI AND ITS DIASPORA: NEW HISTORICAL, CULTURAL AND ECONOMIC FRONTIERS", 27 Aug 1999, accessed 15 Jan 2010
23. ↑  Trouillot, Michel-Rolph, « Haiti: State Against Nation », 1990 (ISBN 9780853457558, consulté le 12 octobre 2015), p. 48
24. ↑  Bryan, Patrick E., « The Haitian Revolution and Its Effects », 1984 (ISBN 0435983016, consulté le 12 octobre 2015), p. 43
25. ↑  « Peasants and Poverty (Routledge Revivals): A Study of Haiti », Lundahl, Mats, 2015 (ISBN 9781317593911), p. 350
26. 1 2  Robert L. Scheina, Latin America's Wars: Volume 1, Potomac Books, 2003
27. ↑  Milagros Ricourt, The Dominican Racial Imaginary: Surveying the Landscape of Race and Nation in Hispaniola, Rutgers University Press, 2016, p. 30
28. ↑  Jacques Nicolas Léger, Haiti: Her History and Her Detractors, The Neale Publishing Company, 1907, 197–98 p. (lire en ligne)  Cet article reprend du texte de cette source, qui est dans le domaine public.
29. ↑  Michael Deibert, Notes From the Last Testament: The Struggle for Haiti, Seven Stories Press, 2011, p. 161